# Pallavolo ai Giochi della XXXII Olimpiade - Torneo femminile
Il torneo femminile di pallavolo ai Giochi della XXXII Olimpiade si è svolto dal 25 luglio all'8 agosto 2021 a Tokyo, in Giappone, durante i Giochi della XXXII Olimpiade: al torneo hanno partecipato dodici squadre nazionali e la vittoria finale è andata per la prima volta agli Stati Uniti.
Originariamente previsto dal 26 luglio al 9 agosto 2020, il 24 marzo 2020 il torneo, così come l'intera manifestazione, è stato posticipato di un anno a causa della pandemia di COVID-19.

## Qualificazioni
Al torneo hanno partecipato: la nazionale del paese ospitante, la prima classificata di ogni girone del torneo di qualificazione mondiale e la prima classificata di ogni torneo di qualificazione continentale.

## Impianti
|                                                                  |  |  |
|                                                                  |  |  |
| Ariake Arena Città: Tokyo Capienza: 15 000 Anno d'apertura: 2019 |  |  |

## Regolamento

### Formula
La formula ha previsto:
- Fase a gironi, disputata con girone all'italiana: le prime quattro classificate di ogni girone hanno acceduto alla fase finale.
- Fase finale, disputata con quarti di finale (la prima classificata del girone A e B ha incontrato rispettivamente la quarta classificata del girone B e A, mentre l'incrocio tra le seconde e terze classificate del girone A con quelle del girone B è stato definito tramite sorteggio), semifinali, finale per il terzo posto e finale[4].

### Criteri di classifica
Se il risultato finale è stato di 3-0 o 3-1 sono stati assegnati 3 punti alla squadra vincente e 0 a quella sconfitta, se il risultato finale è stato di 3-2 sono stati assegnati 2 punti alla squadra vincente e 1 a quella sconfitta.
L'ordine del posizionamento in classifica è stato definito in base a:
- Numero di partite vinte;
- Punti;
- Ratio dei set vinti/persi;
- Ratio dei punti realizzati/subiti;
- Risultati degli scontri diretti.

## Squadre partecipanti
| Squadra         | Qualificazione                                      | Ultima partecipazione |
| --------------- | --------------------------------------------------- | --------------------- |
| Argentina       | 1ª al torneo di qualificazione sudamericano         | Rio de Janeiro 2016   |
| Brasile         | 1ª al torneo di qualificazione mondiale (girone D)  | Rio de Janeiro 2016   |
| Cina            | 1ª al torneo di qualificazione mondiale (girone B)  | Rio de Janeiro 2016   |
| Corea del Sud   | 1ª al torneo di qualificazione asiatico e oceaniano | Rio de Janeiro 2016   |
| Giappone        | Paese organizzatore                                 | Rio de Janeiro 2016   |
| Italia          | 1ª al torneo di qualificazione mondiale (girone F)  | Rio de Janeiro 2016   |
| Kenya           | 1ª al torneo di qualificazione africano             | Atene 2004            |
| Rep. Dominicana | 1ª al torneo di qualificazione nordamericano        | Londra 2012           |
| ROC             | 1ª al torneo di qualificazione mondiale (girone E)  | Rio de Janeiro 2016   |
| Serbia          | 1ª al torneo di qualificazione mondiale (girone A)  | Rio de Janeiro 2016   |
| Stati Uniti     | 1ª al torneo di qualificazione mondiale (girone C)  | Rio de Janeiro 2016   |
| Turchia         | 1ª al torneo di qualificazione europeo              | Londra 2012           |

## Torneo

### Fase a gironi
| Girone A        | Girone B    |
| --------------- | ----------- |
| Brasile         | Argentina   |
| Corea del Sud   | Cina        |
| Giappone        | Italia      |
| Kenya           | ROC         |
| Rep. Dominicana | Stati Uniti |
| Serbia          | Turchia     |

#### Girone A

##### Risultati
| 25 luglio 2021 Ariake Arena, Tokyo Durata: 1h:15 - Spettatori: ? | Serbia          | 3 - 0 | Rep. Dominicana | 25-18, 25-12, 25-20               |
| 25 luglio 2021 Ariake Arena, Tokyo Durata: 1h:19 - Spettatori: ? | Giappone        | 3 - 0 | Kenya           | 25-15, 25-11, 25-23               |
| 25 luglio 2021 Ariake Arena, Tokyo Durata: 1h:28 - Spettatori: ? | Brasile         | 3 - 0 | Corea del Sud   | 25-10, 25-22, 25-19               |
| 27 luglio 2021 Ariake Arena, Tokyo Durata: 1h:20 - Spettatori: ? | Giappone        | 0 - 3 | Serbia          | 23-25, 16-25, 24-26               |
| 27 luglio 2021 Ariake Arena, Tokyo Durata: 2h:26 - Spettatori: ? | Brasile         | 3 - 2 | Rep. Dominicana | 22-25, 25-17, 25-13, 23-25, 15-12 |
| 27 luglio 2021 Ariake Arena, Tokyo Durata: 1h:36 - Spettatori: ? | Corea del Sud   | 3 - 0 | Kenya           | 25-14, 25-22, 26-24               |
| 29 luglio 2021 Ariake Arena, Tokyo Durata: 2h:13 - Spettatori: ? | Corea del Sud   | 3 - 2 | Rep. Dominicana | 25-20, 17-25, 25-18, 15-25, 15-12 |
| 29 luglio 2021 Ariake Arena, Tokyo Durata: 1h:14 - Spettatori: ? | Serbia          | 3 - 0 | Kenya           | 25-21, 25-11, 25-20               |
| 29 luglio 2021 Ariake Arena, Tokyo Durata: 1h:25 - Spettatori: ? | Giappone        | 0 - 3 | Brasile         | 16-25, 18-25, 24-26               |
| 31 luglio 2021 Ariake Arena, Tokyo Durata: 1h:19 - Spettatori: ? | Rep. Dominicana | 3 - 0 | Kenya           | 25-19, 25-18, 25-10               |
| 31 luglio 2021 Ariake Arena, Tokyo Durata: 1h:52 - Spettatori: ? | Serbia          | 1 - 3 | Brasile         | 20-25, 16-25, 25-23, 19-25        |
| 31 luglio 2021 Ariake Arena, Tokyo Durata: 2h:17 - Spettatori: ? | Giappone        | 2 - 3 | Corea del Sud   | 19-25, 25-19, 22-25, 25-15, 14-16 |
| 2 agosto 2021 Ariake Arena, Tokyo Durata: 1h:13 - Spettatori: ?  | Serbia          | 3 - 0 | Corea del Sud   | 25-18, 25-17, 25-15               |
| 2 agosto 2021 Ariake Arena, Tokyo Durata: 1h:50 - Spettatori: ?  | Giappone        | 1 - 3 | Rep. Dominicana | 10-25, 23-25, 25-19, 19-25        |
| 2 agosto 2021 Ariake Arena, Tokyo Durata: 1h:08 - Spettatori: ?  | Brasile         | 3 - 0 | Kenya           | 25-10, 25-16, 25-8                |

##### Classifica
| Pos. | Squadra         | Pt | G | V | P | SV | SP | Ratio | PF  | PS  | Ratio |
| ---- | --------------- | -- | - | - | - | -- | -- | ----- | --- | --- | ----- |
| 1.   | Brasile         | 14 | 5 | 5 | 0 | 15 | 3  | 5,000 | 434 | 315 | 1,377 |
| 2.   | Serbia          | 12 | 5 | 4 | 1 | 13 | 3  | 4,333 | 381 | 313 | 1,217 |
| 3.   | Corea del Sud   | 7  | 5 | 3 | 2 | 9  | 10 | 0,900 | 374 | 415 | 0,901 |
| 4.   | Rep. Dominicana | 8  | 5 | 2 | 3 | 10 | 10 | 1,000 | 411 | 406 | 1,012 |
| 5.   | Giappone        | 4  | 5 | 1 | 4 | 6  | 12 | 0,500 | 378 | 395 | 0,956 |
| 6.   | Kenya           | 0  | 5 | 0 | 5 | 0  | 15 | 0,000 | 242 | 376 | 0,643 |

      Qualificata ai quarti di finale.

#### Girone B

##### Risultati
| 25 luglio 2021 Ariake Arena, Tokyo Durata: 1h:25 - Spettatori: ? | ROC         | 0 - 3 | Italia      | 23-25, 19-25, 14-25               |
| 25 luglio 2021 Ariake Arena, Tokyo Durata: 1h:24 - Spettatori: ? | Stati Uniti | 3 - 0 | Argentina   | 25-20, 25-19, 25-20               |
| 25 luglio 2021 Ariake Arena, Tokyo Durata: 1h:20 - Spettatori: ? | Cina        | 0 - 3 | Turchia     | 21-25, 14-25, 14-25               |
| 27 luglio 2021 Ariake Arena, Tokyo Durata: 1h:14 - Spettatori: ? | ROC         | 3 - 0 | Argentina   | 25-19, 25-15, 25-13               |
| 27 luglio 2021 Ariake Arena, Tokyo Durata: 1h:35 - Spettatori: ? | Cina        | 0 - 3 | Stati Uniti | 27-29, 22-25, 21-25               |
| 27 luglio 2021 Ariake Arena, Tokyo Durata: 1h:48 - Spettatori: ? | Italia      | 3 - 1 | Turchia     | 25-22, 23-25, 25-20, 25-15        |
| 29 luglio 2021 Ariake Arena, Tokyo Durata: 1h:12 - Spettatori: ? | Italia      | 3 - 0 | Argentina   | 25-21, 25-16, 25-15               |
| 29 luglio 2021 Ariake Arena, Tokyo Durata: 2h:27 - Spettatori: ? | Cina        | 2 - 3 | ROC         | 17-25, 25-23, 25-20, 25-27, 12-15 |
| 29 luglio 2021 Ariake Arena, Tokyo Durata: 2h:05 - Spettatori: ? | Stati Uniti | 3 - 2 | Turchia     | 25-19, 25-20, 17-25, 20-25, 15-12 |
| 31 luglio 2021 Ariake Arena, Tokyo Durata: 1h:22 - Spettatori: ? | Stati Uniti | 0 - 3 | ROC         | 20-25, 12-25, 19-25               |
| 31 luglio 2021 Ariake Arena, Tokyo Durata: 1h:22 - Spettatori: ? | Argentina   | 0 - 3 | Turchia     | 23-25, 20-25, 18-25               |
| 31 luglio 2021 Ariake Arena, Tokyo Durata: 1h:25 - Spettatori: ? | Cina        | 3 - 0 | Italia      | 25-21, 25-20, 26-24               |
| 2 agosto 2021 Ariake Arena, Tokyo Durata: 2h:19 - Spettatori: ?  | Stati Uniti | 3 - 2 | Italia      | 21-25, 25-16, 25-27, 25-16, 15-12 |
| 2 agosto 2021 Ariake Arena, Tokyo Durata: 2h:16 - Spettatori: ?  | ROC         | 2 - 3 | Turchia     | 25-21, 23-25, 23-25, 25-15, 10-15 |
| 2 agosto 2021 Ariake Arena, Tokyo Durata: 1h:15 - Spettatori: ?  | Cina        | 3 - 0 | Argentina   | 25-15, 25-22, 25-19               |

##### Classifica
| Pos. | Squadra     | Pt | G | V | P | SV | SP | Ratio | PF  | PS  | Ratio |
| ---- | ----------- | -- | - | - | - | -- | -- | ----- | --- | --- | ----- |
| 1.   | Stati Uniti | 10 | 5 | 4 | 1 | 12 | 7  | 1,714 | 418 | 401 | 1,042 |
| 2.   | Italia      | 10 | 5 | 3 | 2 | 11 | 7  | 1,571 | 409 | 377 | 1,084 |
| 3.   | Turchia     | 9  | 5 | 3 | 2 | 12 | 8  | 1,500 | 434 | 416 | 1,043 |
| 4.   | ROC         | 9  | 5 | 3 | 2 | 11 | 8  | 1,375 | 422 | 378 | 1,116 |
| 5.   | Cina        | 7  | 5 | 2 | 3 | 8  | 9  | 0,888 | 374 | 385 | 0,971 |
| 6.   | Argentina   | 0  | 5 | 0 | 5 | 0  | 15 | 0,000 | 275 | 375 | 0,733 |

      Qualificata ai quarti di finale.

### Fase finale
|  | Quarti di finale | Quarti di finale | Quarti di finale |  |    | Semifinali | Semifinali    | Semifinali |                 |                 | Finale          | Finale        | Finale |
|  |                  |                  |                  |  |    |            |               |            |                 |                 |                 |               |        |
|  | 1A               | Brasile          | 3                |  |    |            |               |            |                 |                 |                 |               |        |
|  | 1A               | Brasile          | 3                |  |    |            |               |            |                 |                 |                 |               |        |
|  | 4B               | ROC              | 1                |  |    |            |               |            |                 |                 |                 |               |        |
|  | 4B               | ROC              | 1                |  | 1A | Brasile    | 3             |            |                 |                 |                 |               |        |
|  |                  |                  |                  |  | 1A | Brasile    | 3             |            |                 |                 |                 |               |        |
|  |                  |                  |                  |  |    | 3A         | Corea del Sud | 0          |                 |                 |                 |               |        |
|  | 3A               | Corea del Sud    | 3                |  |    | 3A         | Corea del Sud | 0          |                 |                 |                 |               |        |
|  | 3A               | Corea del Sud    | 3                |  |    |            |               |            |                 |                 |                 |               |        |
|  | 3B               | Turchia          | 2                |  |    |            |               |            |                 |                 |                 |               |        |
|  | 3B               | Turchia          | 2                |  |    |            |               |            |                 | 1A              | Brasile         | 0             |        |
|  |                  |                  |                  |  |    |            |               |            |                 | 1A              | Brasile         | 0             |        |
|  |                  |                  |                  |  |    |            |               |            |                 |                 | 1B              | Stati Uniti   | 3      |
|  | 2A               | Serbia           | 3                |  |    |            |               |            |                 |                 | 1B              | Stati Uniti   | 3      |
|  | 2A               | Serbia           | 3                |  |    |            |               |            |                 |                 |                 |               |        |
|  | 2B               | Italia           | 0                |  |    |            |               |            |                 |                 |                 |               |        |
|  | 2B               | Italia           | 0                |  | 2A | Serbia     | 0             |            | Finale 3° posto | Finale 3° posto | Finale 3° posto |               |        |
|  |                  |                  |                  |  | 2A | Serbia     | 0             |            |                 |                 |                 |               |        |
|  |                  |                  |                  |  |    | 1B         | Stati Uniti   | 3          |                 |                 | 3A              | Corea del Sud | 0      |
|  | 4A               | Rep. Dominicana  | 0                |  |    |            | Stati Uniti   | 3          |                 |                 | 3A              | Corea del Sud | 0      |
|  | 4A               | Rep. Dominicana  | 0                |  |    |            |               |            |                 | 2A              | Serbia          | 3             |        |
|  | 1B               | Stati Uniti      | 3                |  |    |            |               |            |                 |                 | Serbia          | 3             |        |
|  | 1B               | Stati Uniti      | 3                |  |    |            |               |            |                 |                 |                 |               |        |

#### Quarti di finale
| 4 agosto 2021 Ariake Arena, Tokyo Durata: 2h:17 - Spettatori: ? | Corea del Sud   | 3 - 2 | Turchia     | 17-25, 25-17, 28-26, 18-25, 15-13 |
| 4 agosto 2021 Ariake Arena, Tokyo Durata: 1h:23 - Spettatori: ? | Rep. Dominicana | 0 - 3 | Stati Uniti | 11-25, 20-25, 19-25               |
| 4 agosto 2021 Ariake Arena, Tokyo Durata: 1h:12 - Spettatori: ? | Serbia          | 3 - 0 | Italia      | 25-21, 25-14, 25-21               |
| 4 agosto 2021 Ariake Arena, Tokyo Durata: 2h:02 - Spettatori: ? | Brasile         | 3 - 1 | ROC         | 23-25, 25-21, 25-19, 25-22        |

#### Semifinali
| 6 agosto 2021 Ariake Arena, Tokyo Durata: 1h:20 - Spettatori: ? | Serbia  | 0 - 3 | Stati Uniti   | 19-25, 15-25, 23-25 |
| 6 agosto 2021 Ariake Arena, Tokyo Durata: 1h:22 - Spettatori: ? | Brasile | 3 - 0 | Corea del Sud | 25-16, 25-16, 25-16 |

#### Finale 3º posto
| 8 agosto 2021 Ariake Arena, Tokyo Durata: 1h:14 - Spettatori: ? | Corea del Sud | 0 - 3 | Serbia | 18–25, 15–25, 15–25 |

#### Finale
| 8 agosto 2021 Ariake Arena, Tokyo Durata: 1h:22 - Spettatori: ? | Brasile | 0 - 3 | Stati Uniti | 21–25, 20–25, 14–25 |

## Classifica finale
| Pos | Squadra         | Rosa |
| --- | --------------- | --- |
|     | Stati Uniti     | Formazione: 1 Hancock, 2 Poulter, 4 Wong-Orantes, 10 Larson, 11 Drews, 12 Thompson, 14 Bartsch, 15 Hill, 16 Akinradewo, 22 Washington, 23 Robinson, 24 Ogbogu, CT: Kiraly         |
|     | Brasile         | Formazione: 2 Gattaz, 7 Montibeller, 8 Carneiro, 9 Ratzke, 10 G. Guimarães, 11 Caixeta, 12 Pereira, 15 da Silva, 16 Garay, 17 de Souza, 18 Brait, 20 Corrêa, CT: J. Guimarães     |
|     | Serbia          | Formazione: 1 Buša, 5 M. Popović, 8 Mirković, 9 Mihajlović, 10 Ognjenović, 13 Bjelica, 14 Aleksić, 16 Rašić, 17 S. Popović, 18 Bošković, 19 Milenković, 20 Blagojević, CT: Terzić |
| 4.  | Corea del Sud   | Formazione: 1 Lee, 3 Yeum, 4 Kim H.j., 7 Ahn, 8 Park E.j., 9 Oh, 10 Kim Y.k., 11 Kim S.j., 13 Park J.a., 14 Yang, 16 Jeong, 19 Pyo, CT: Lavarini                                  |
| 5.  | Turchia         | Formazione: 2 Aköz, 3 Özbay, 4 Şenoğlu, 5 Ercan, 6 Akman, 7 Baladın, 9 İsmailoğlu, 11 Aydemir, 13 Boz, 14 Erdem, 18 Güneş, 99 Karakurt, CT: Guidetti                              |
| 6.  | Italia          | Formazione: 1 Sorokaite, 5 Malinov, 6 De Gennaro, 7 Folie, 8 Orro, 9 Bosetti, 10 Chirichella, 11 Danesi, 13 Fahr, 14 Pietrini, 17 Sylla, 18 Egonu, CT: Mazzanti                   |
| 7.  | ROC             | Formazione: 4 Pilipenko, 5 Matveeva, 6 Zarjažko, 8 Hončarova, 10 Fedorovceva, 12 Lazareva, 13 Starceva, 14 Fetisova, 16 Voronkova, 19 Malova, 25 Smirnova, 26 Enina, CT: Busato   |
| 8.  | Rep. Dominicana | Formazione: 1 Vargas, 3 Eve, 5 Castillo, 6 Domínguez, 7 Marte, 14 Rivera, 16 Peña, 18 de la Cruz, 20 B. Martínez, 21 J. Martínez, 23 González, 25 L. Martínez, CT: Kwiek          |
| 9.  | Cina            | Formazione: 1 Yuan, 2 Zhu, 6 Gong, 7 Wang Y., 9 Zhang, 10 Liu X., 11 Yao, 12 Li, 16 Ding, 17 Yan, 18 Wang M., 19 Liu Y., CT: Lang                                                 |
| 10. | Giappone        | Formazione: 1 Kurogo, 2 Koga, 3 Tashiro, 4 Ishikawa, 5 Shimamura, 6 Kobata, 8 Ishii, 9 Okumura, 11 Araki, 12 Momii, 15 Hayashi, 19 Yamada, CT: Nakada                             |
| 11. | Argentina       | Formazione: 1 Rodríguez, 2 Germanier, 3 Nizetich, 4 Bulaich, 6 Nosach, 11 Lazcano, 12 Rizzo, 13 Farriol, 14 Mayer, 15 Fortuna, 16 Mercado, 17 Herrera, CT: Ferraro                |
| 12. | Kenya           | Formazione: 1 Wacu, 4 Kasaya, 5 Chepchumba, 8 Lusenaka, 10 Murambi, 12 Ekaru, 13 Chebet, 14 Moim, 15 Jepkirui, 16 Kundu, 18 Chemtai, 19 Mukuvilani, CT: de Moura                  |

## Premi individuali
| Premio                 | Nome                 | Squadra     |
| ---------------------- | -------------------- | ----------- |
| MVP                    | Jordan Larson        | Stati Uniti |
| Miglior palleggiatrice | Jordyn Poulter       | Stati Uniti |
| Miglior opposto        | Tijana Bošković      | Serbia      |
| Miglior schiacciatrice | Jordan Larson        | Stati Uniti |
| Miglior schiacciatrice | Michelle Bartsch     | Stati Uniti |
| Miglior centrale       | Haleigh Washington   | Stati Uniti |
| Miglior centrale       | Caroline Gattaz      | Brasile     |
| Miglior libero         | Justine Wong-Orantes | Stati Uniti |